# Kūkas (stacja kolejowa)
Kūkas (ros. Кукас) – stacja kolejowa w miejscowości Kūkas, w gminie Krustpils, na Łotwie.